# Neuenkirchen (Osnabruque)
Neünkirchen é um município da Alemanha localizado no distrito de Osnabruque, estado da Baixa Saxônia.
É membro e sede do Samtgemeinde de Neuenkirchen.